# Montcaret
Montcaret – miejscowość i gmina we Francji, w regionie Nowa Akwitania, w departamencie Dordogne.
Według danych na rok 1990 gminę zamieszkiwało 1099 osób, a gęstość zaludnienia wynosiła 64 osób/km² (wśród 2290 gmin Akwitanii Montcaret plasuje się na 393. miejscu pod względem liczby ludności, natomiast pod względem powierzchni na miejscu 647.).